# Lype prolongata
Lype prolongata is een fossiele soort schietmot uit de familie Psychomyiidae.